# Eugenio di Savoia (cruzador)
O Eugenio di Savoia foi um cruzador rápido operado pela Marinha Real Italiana e a décima embarcação da Classe Condottieri. Sua construção começou em julho de 1933 nos estaleiros da Gio. Ansaldo & C. em Gênova e foi lançado ao mar em março de 1935, sendo comissionado na frota italiana em janeiro do ano seguinte. Era armado com uma bateria principal composta por oito canhões de 152 milímetros montados em quatro torres de artilharia duplas, tinha um deslocamento de dez mil toneladas e conseguia alcançar uma velocidade máxima de 36 nós.
O cruzador participou da intervenção italiana na Guerra Civil Espanhola logo depois de entrar em serviço, permanecendo na área até meados de 1937. Ele deveria participar de um cruzeiro ao redor do mundo entre 1938 e 1939 junto com seu irmão Emanuele Filiberto Duca d'Aosta, porém chegou apenas a viajar para a América do Sul e Caribe devido a problemas logísticos e ao deterioramento do clima diplomático internacional. As duas embarcações voltaram para a Itália logo no começo de março de 1939 e o Eugenio di Savoia foi designado para servir na 7ª Divisão.
Na Segunda Guerra Mundial, o navio participou da Batalha da Calábria em julho de 1940 e pelos anos seguintes participou de várias operações de escolta de comboios e estabelecimento de campos minados. Em 1942, o Eugenio di Savoia também interceptou diferentes comboios britânicos de suprimento. O cruzador foi danificado por um ataque aéreo em dezembro e, depois da rendição italiana em 1943, atuou como navio de treinamento no Canal de Suez. Ele foi entregue para a Grécia em 1950 e renomeado Elli, servindo até 1965 e sendo depois desmontado em 1973.